# 阿爾東區
43°10′00″N 44°17′00″E / 43.1667°N 44.2833°E
阿爾東區（俄语：Ардонский район），是俄羅斯的一個區，位於該國西南部，由北奧塞梯-阿蘭共和國負責管轄，面積376.5平方公里，2010年人口30,685，人口密度每平方公里81.5人。